# Malrotacja jelit
Malrotacja jelit z wtórnym skrętem jelit, niedokonany zwrot jelit (łac. malrotatio intestini, ang. intestinal malrotation) – grupa zaburzeń rozwojowych polegających na nieprawidłowym przebiegu skrętu jelita wokół osi tętnicy krezkowej środkowej i (lub) jego fiksacji w jamie otrzewnej.
Do anomalii tego rodzaju należą:
- przepuklina pierścienia pępkowego
- brak rotacji jelita
- odwrócony brak rotacji jelita
- niepełna rotacja jelita
- niedokonana fiksacja jelit

Często towarzyszą tym zaburzeniom inne wady wrodzone przewodu pokarmowego, takie jak choroba Hirschsprunga, atrezja dwunastnicy, jelita cienkiego albo przełyku. Często występują łącznotkankowe pasma (tzw. pasma Ladda) przebiegające nad dwunastnicą i nierzadko zaciskające jej światło.

## Leczenie
Leczenie jest chirurgiczne, objawowe, gdyż nie da się zmienić umocowania jelita.